# Honoré-Nicolas-Marie Duveyrier

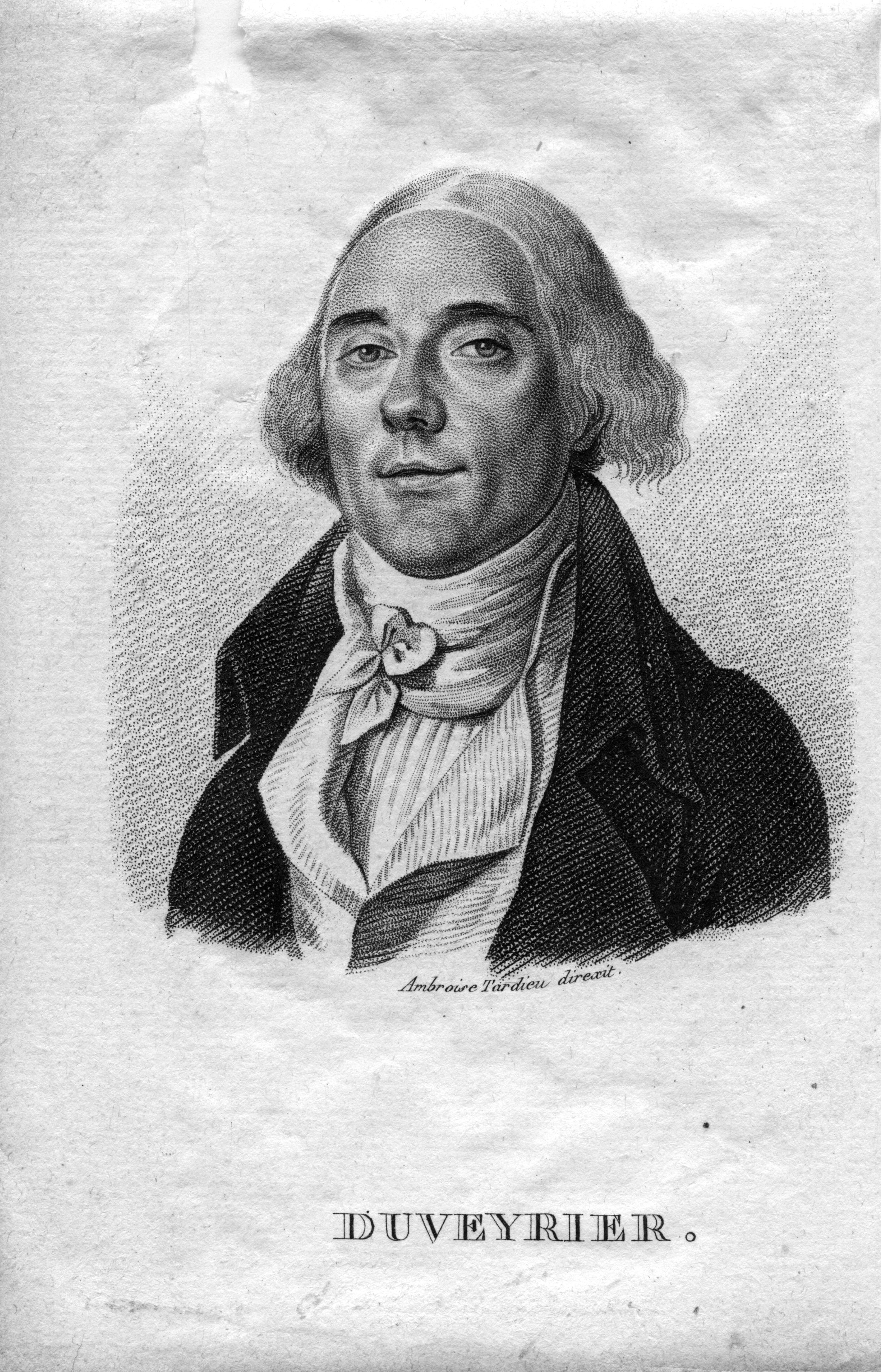
Honoré-Nicolas-Marie Duveyrier

Honoré-Nicolas-Marie Duveyrier (* 6. Dezember 1753 in Pignans, heute: Département Var, Frankreich; † 25. Mai 1839 in Maffliers, heute: Département Val-d’Oise, Frankreich) war ein französischer Jurist, Politiker und Autor von Dramen.

## Leben
Duveyrier begann nach einer militärischen Ausbildung an der Militärschule in Perpignan mit seiner juristischen Tätigkeit in Paris. Er wurde ein bekannter Anwalt und 1779 vom Parlement de Paris als Anwalt aufgenommen.
In der Zeit der Französischen Revolution wurde Duveyrier von Ludwig XVI. drei Tage vor dessen Flucht nach Varennes, mit einer Botschaft zu Condé geschickt. Er wurde jedoch von österreichischen Truppen gefangen genommen. Nach seiner Rückkehr war er, zusammen mit Robespierre, einer der fünf Commissaires Délégues des 11. August 1792, die von der Section des Piques in den Generalrat der Commune de Paris entsandt wurden. Später wurde Duveyrier nach Verleumdungen durch Robespierre in Haft genommen.
Nach dem Sturz Robespierres am 27. Juli 1794, dem 9. Thermidor des Jahres II, wurde Duveyrier befreit und im Ausland als Kommissar für die Versorgung der französischen Armeen eingesetzt. 1796 nimmt er seine Praxis in Paris wieder auf. Danach war er oberster Finanzbeamter in Rom, wo er ein großes Vermögen erwarb.
Bis zum Jahre 1804 war Duveyrier Mitglied des Tribunats (Tribun) in der Sektion für die Gesetzgebung. 1808 wurde er Präsident des Appellationsgerichts in Montpellier. Sein Vermögen war groß genug, um ihm im Jahre 1810 den Titel Baron de l'Empire einzubringen.
Duveyrier liegt auf dem Friedhof Père Lachaise in Paris begraben.

## Werke
- La Cour plénière: héroï-tragi-comédie en trois actes et en prose jouée le 14 jillet 1788 par une société d'amateurs dans un château environs de Versailles von M. l'abbé de Vermond, lecteur de la reine; auteurs: Honoré Duveyrier et Antoine-Joseph Gorsas; éditeur: Liberté, 1788
- Le lever de Bâville: drame-héroïque e 3 actes, pour servir de suite à “La cour plénière”; auteurs: Jean-Georgee Le Franc de Pompignan, Honoré-Nicolas-Marie Duveyrier et Antoine-Joseph Gorsas; éditeur: Barbarini, 1788
- Rapport fait par Honoré Duveyrier, tribun, au nom de la Section de législation, sur le projet de loi concernant les contrats de mariage et les droits respectif des époux. Tribunat, Section de législation, Imprimerie nationale, Paris, Pluviôse an 12 (Januar/Februar 1804).
- Koukourgi, Oper in 3 Akten, Musik: Luigi Cherubini; Libretto: Honoré-Nicolas-Marie Duveyrier, Uraufführung: 18. September 2010 Stadttheater Klagenfurt, Klagenfurt, Kärnten, Österreich[1]
- Histoire des premiers électeurs de Paris en 1789, extraite de leur procès verbal par Honoré Duveyrier... précédée d'une introduction et d'un essai sur le corps électoral..., Ch. Duveyrier, Paris, Brüssel 1828